# Cuenca Minera
La Cuenca Minera è una comarca della provincia di Huelva, nella comunità autonoma dell'Andalusia, in Spagna. Sita nella parte orientale della provincia di appartenenza, Cuenca Minera confina a est con la provincia di Siviglia, a sud con la comarca di Condado, a ovest con la comarca di El Andévalo e a nord con la comarca della Sierra de Huelva.

## Comuni
La comarca di Cuenca Minera è formata dai comuni di:
- Berrocal,
- Campofrío,
- El Campillo,
- La Granada de Río-Tinto,
- Minas de Riotinto,
- Nerva,
- Zalamea la Real.